# 1870 في فرنسا
فيما يلي قوائم الأحداث التي وقعت خلال عام 1870 في فرنسا.

## أحداث
- 19 سبتمبر – حصار باريس
- 29 أكتوبر – معركة ديجون

## سياسة

### تعيين في المنصب
- 1 يناير – آرثر دو غوبينو عضو المجلس العام  [لغات أخرى]‏.
- 4 سبتمبر – لويس جول تروشو head of government of France ‏، رئيس فرنسا.
- 15 نوفمبر – جول فيري رئيس بلدية [الإنجليزية]‏، عمدة باريس [الإنجليزية]‏.

### انتهاء فترة المنصب
- 1 يناير – آرثر دو غوبينو رئيس بلدية [الإنجليزية]‏.
- 2 يناير – نابليون الثالث head of government of France ‏.

## ظهور
- 1 يناير – المدينة العائمة كتاب من تأليف جول فيرن.
- 1 يناير – المستشار كتاب من تأليف جول فيرن.

## كتب
من الكتب التي صدرت هذه السنة في فرنسا:
- 1 يناير – المدينة العائمة من تأليف جول فيرن.
- 1 يناير – حول القمر من تأليف جول فيرن.

## مواليد

### مارس
- 11 مارس – لوي باشوليي
- 16 مارس – يفغيني باتون

### يوليو
- 10 يوليو – موريس لوجيون
- 27 يوليو – هيلاير بيلو

### سبتمبر
- 24 سبتمبر – جورج كلود
- 30 سبتمبر – جن بيرين فيزيائي فرنسي.

### أكتوبر
- 5 أكتوبر – هنري لو كلارك
- 8 أكتوبر – لويس فيرن

### ديسمبر
- 9 ديسمبر – لوران ماير سياسي ألماني.
- 21 ديسمبر – فرانسوا جورج بيكو

## وفيات

### يناير
- 26 يناير – فيكتور دو بروغلي (مواليد 1785) سياسي فرنسي.

### مارس
- 15 مارس – جان فيكتور شنيتز (مواليد 1787) رسام فرنسي.

### مايو
- 1 مايو – غابرييل لامي (مواليد 1795) رياضياتي فرنسي.

### سبتمبر
- 14 سبتمبر – كارل فون أوقست ستنهيل (مواليد 1801) فيزيائي ألماني.
- 23 سبتمبر – بروسبير ميريميه (مواليد 1803)

### ديسمبر
- 5 ديسمبر – ألكسندر دوما (مواليد 1802)